# 静岡浅間神社
静岡浅間神社（しずおかせんげんじんじゃ）は、静岡県静岡市葵区にある神社。通称「おせんげんさん」。登記上の宗教法人名称は神部神社・淺間神社・大歳御祖神社。

## 概要

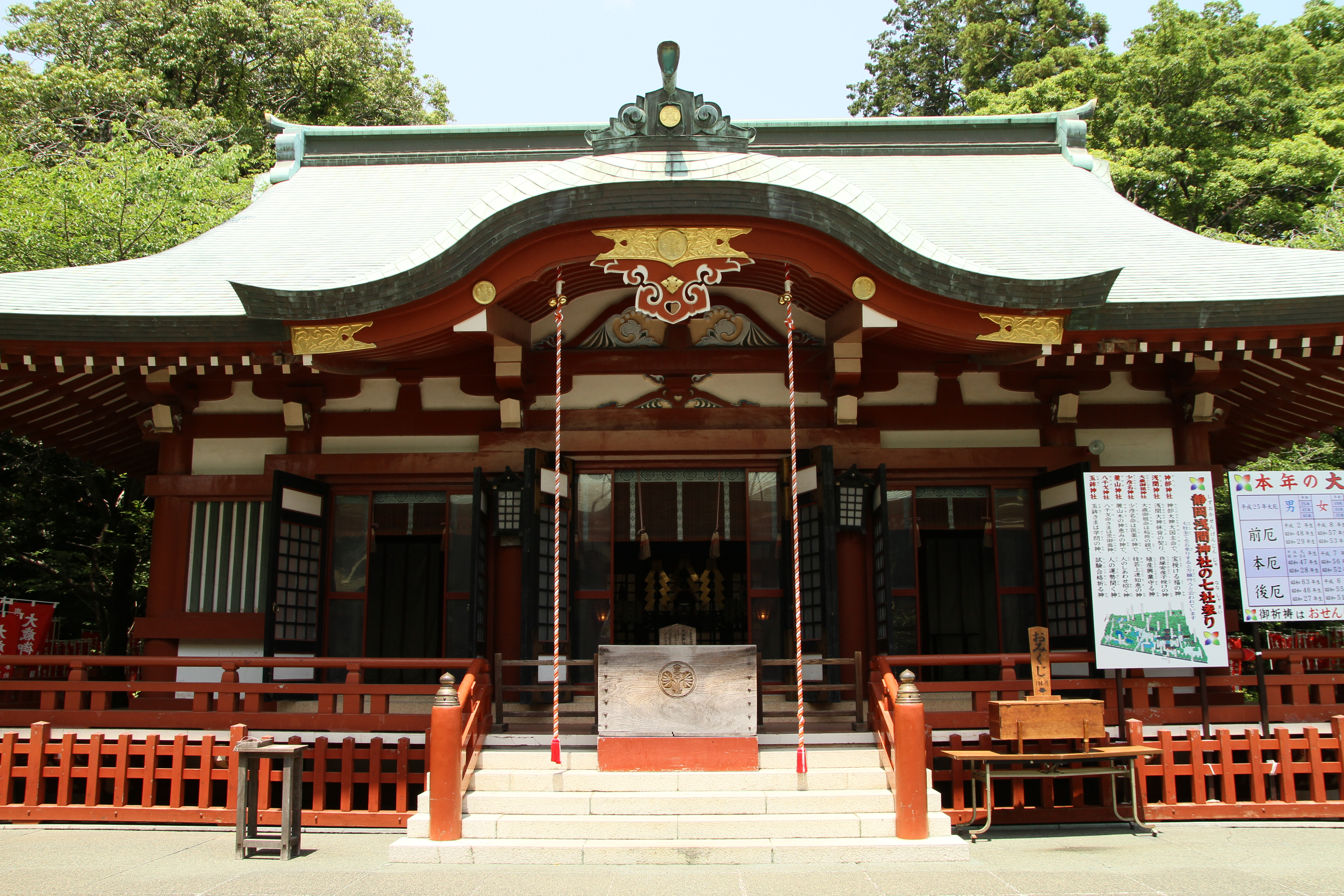
大歳御祖神社

静岡市街地に接する賎機山（しずはたやま）の麓に所在する。
正式名称の通り、神部神社・浅間神社・大歳御祖神社の三社からなり、「静岡浅間神社」は総称。三社はいずれも独立の神社として祭祀が行われている。式内社二社（神部神社・大歳御祖神社）、駿河国総社（神部神社）。三社合わせて旧社格は国幣小社で、現在は神社本庁の別表神社。
以下の三社が鎮座する。
神部神社 （かんべじんじゃ）
- 祭神：大己貴命 （おおなむちのみこと） - 駿河国開拓の祖神

崇神天皇の時代（約2100年前）の鎮座と伝えられる。延喜式内小社で祈年の国幣に預った。国府が定められてからは国司崇敬の神社となり、平安時代より駿河国の総社とされた。

浅間神社 （あさまじんじゃ）
- 祭神：木之花咲耶姫命 （このはなのさくやひめのみこと）

全国にある浅間神社の一社。延喜元年（901年）、醍醐天皇の勅願により富士山本宮浅間大社より総社神部神社の隣に勧請され、以来冨士新宮として崇敬されてきた。

大歳御祖神社 （おおとしみおやじんじゃ）
- 祭神：大歳御祖命（おおとしみおやのみこと） - 倉稲魂神・大年神の母神で、神大市比売命を指す

応神天皇の時代（約1700年前）の鎮座と伝えられ、元々は安倍川河畔の安倍の市（古代の市場）の守護神であった。古くは「奈古屋神社」と称された。延喜式内小社で祈年の国幣に預った。
三社は鎮座以来独立の神社として扱われ、江戸時代まではそれぞれ別の社家が奉仕してきた。1888年（明治21年）、三社別々に国幣小社に昇格した。戦後は神社本庁の別表神社となった。現在は一つの法人格となっている。
社殿は江戸時代後期を代表する漆塗極彩色が施された壮麗なもので、計26棟が国の重要文化財に指定されている。この社殿群は1804年（文化元年）より60年の歳月と約10万両の巨費を投じて建造されたもので、信州諏訪の立川和四郎ほか門弟により彫刻された花鳥霊獣類は繊細を極めている。特に、重層な大拝殿は高さ25メートルで木造神社建築としては、出雲大社本殿（約24メートル）より高く、まさに日本一の威容を誇る。
境内には1975年（昭和50年）から2021年（令和3年）まで静岡市に関する歴史資料を保管・展示する静岡市文化財資料館があった。閉館後、資料館の果たしてきた役割や展示品は、駿府城公園の隣にできる静岡市歴史博物館に引き継がれ、資料館跡の建物では、2023年（令和5年）NHK大河ドラマ『どうする家康』の放送に合わせ大河ドラマ館が2023年1月27日から2024年
（令和6年）1月28日まで開館し、落語家の春風亭昇太が名誉館長に就任した。

## 歴史

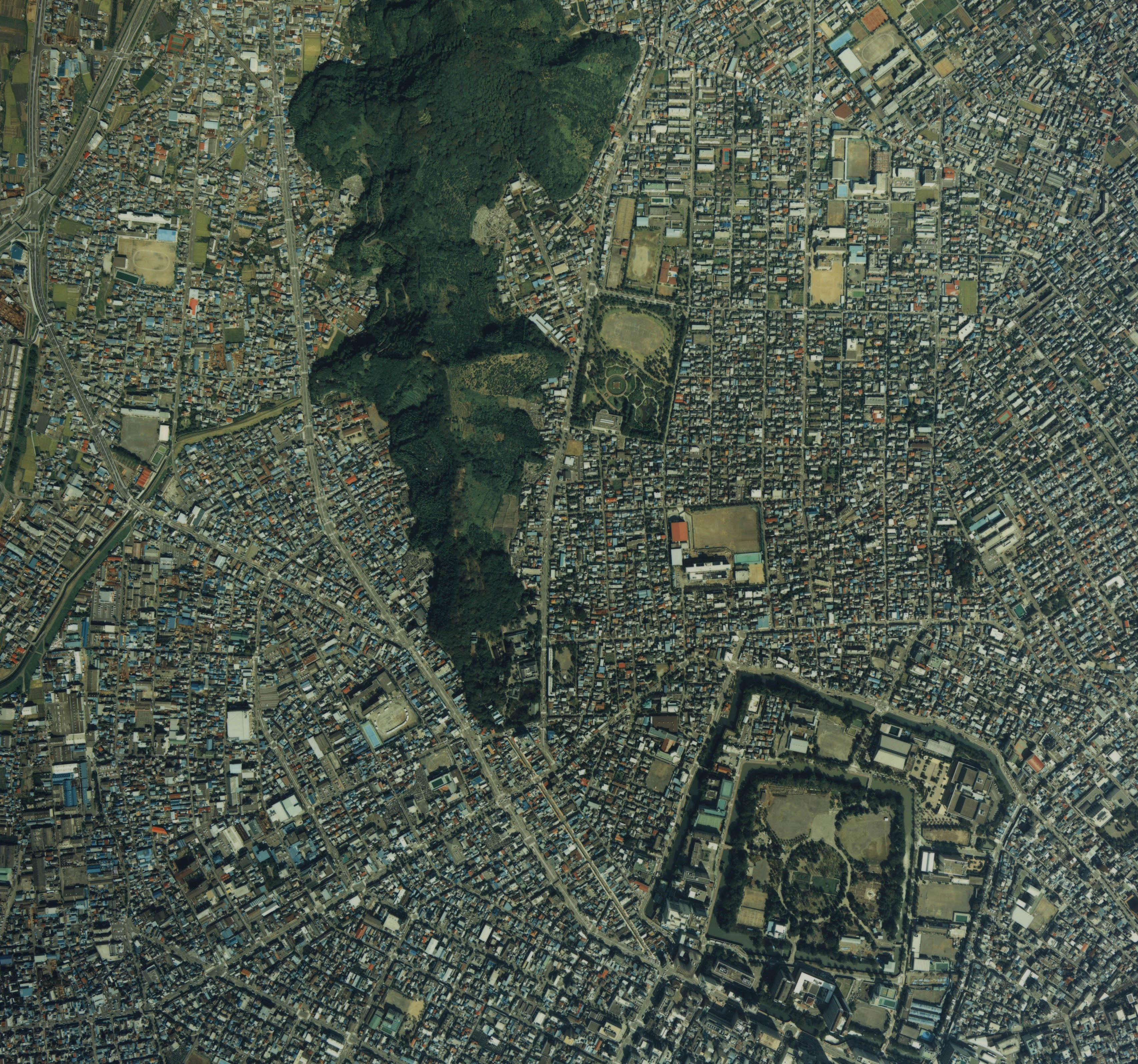
賤機山の航空写真。浅間神社は南端近くにある。

鎮座地の賤機山（しずはたやま）は、静岡の地名発祥の地として知られ、古代より神聖な神奈備山としてこの地方の人々の精神的支柱とされてきた。6世紀のこの地方の豪族の墳墓であるとされている賤機山古墳（国の史跡）も、当社の境内にある。また、静岡市内には秦氏の氏寺である建穂寺、秦久能建立と伝えられる久能寺など当社の別当寺とされる寺院があり、その秦氏の祖神を賤機山に祀ったのが当社の発祥であるともいわれている。
当地に鎮座して以来、当社へは朝廷をはじめ、鎌倉将軍家、今川、武田、織田、豊臣、徳川など各氏の尊崇厚く、宝物の寄進、社領の安堵などの事績は枚挙にいとまがない。ことに徳川家康は、幼少の頃今川氏の人質として当社の北方約1kmのところにある臨済寺に預けられていた頃から、生涯に渡って当社を篤く崇敬した。
まず1555年（弘治元年）、家康14歳の時、当社で元服式を行った。そして1582年（天正10年）、三河・遠江の戦国大名となっていた家康は、今川氏が賤機山山頂に築き、武田氏に占領されていた城塞・賤機山城を攻略するにあたり、無事攻略できたならば必ず壮麗な社殿を再建するとの誓いを立てた上で当社の社殿を焼き払い、駿河領有後に現在の規模と同程度の社殿を建造した。さらに家康が大御所として駿府在城時の1607年（慶長12年）には、天下泰平・五穀豊穣を祈願して廿日会祭の稚児舞を奉納した。
以来当社は、徳川家康崇敬の神社として歴代将軍の祈願所となり、神職社僧の装束類も幕府から下行されるようになるなど徳川将軍家から手厚く庇護されるようになった。例えば、江戸時代初期の駿府藩主・駿河大納言徳川忠長は、この賤機山で猿狩りを行い当社の神の使の猿を狩ったことで、兄である将軍・徳川家光の逆鱗に触れたことが知られている。こうした経緯から、明治初年に至るまでの社領等の総石高は2313石にも及んでいた。
1930年（昭和5年）5月29日、昭和天皇が静岡県内を行幸。行幸先の一つとなる。

## 境内社

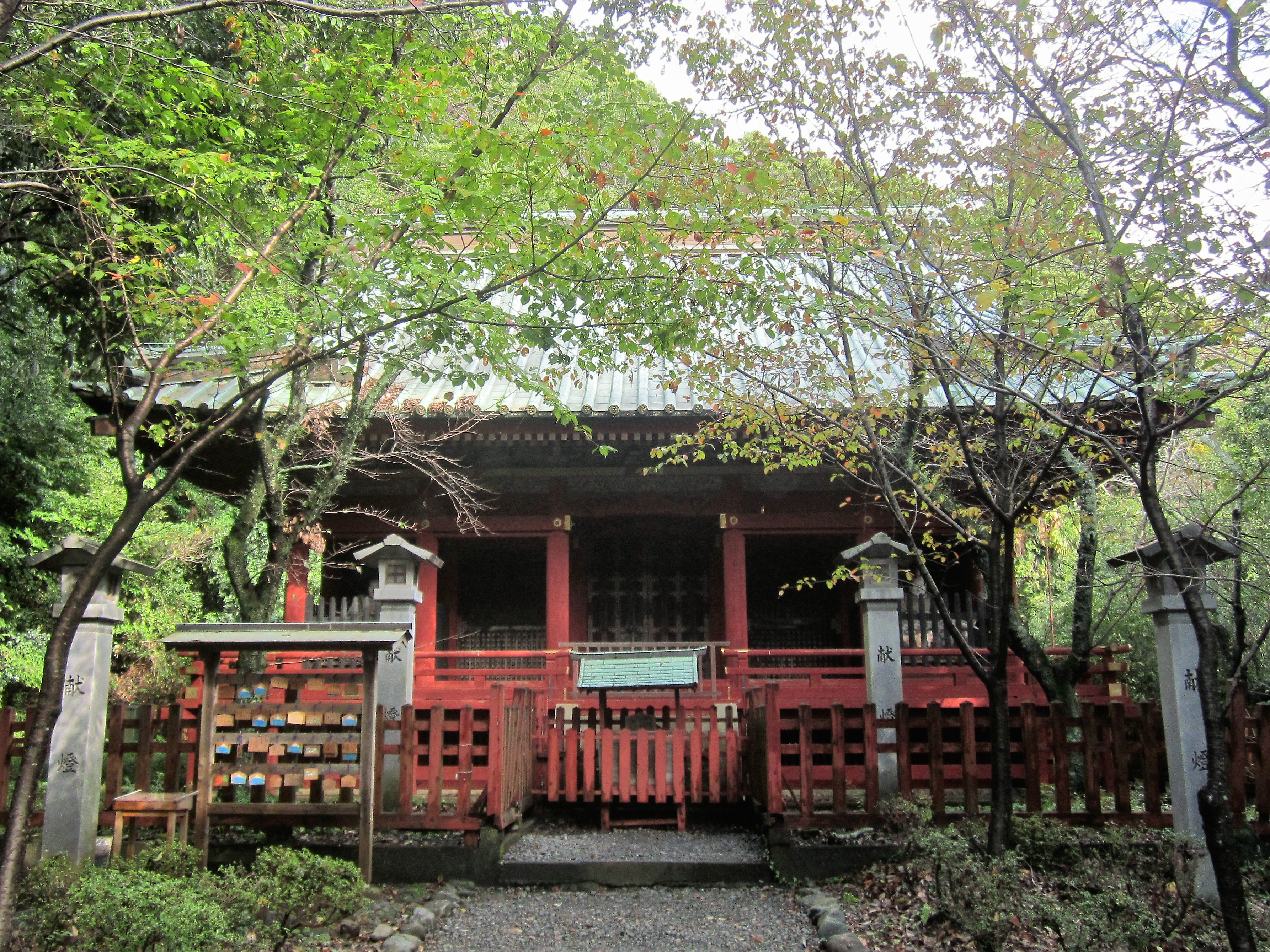
麓山神社

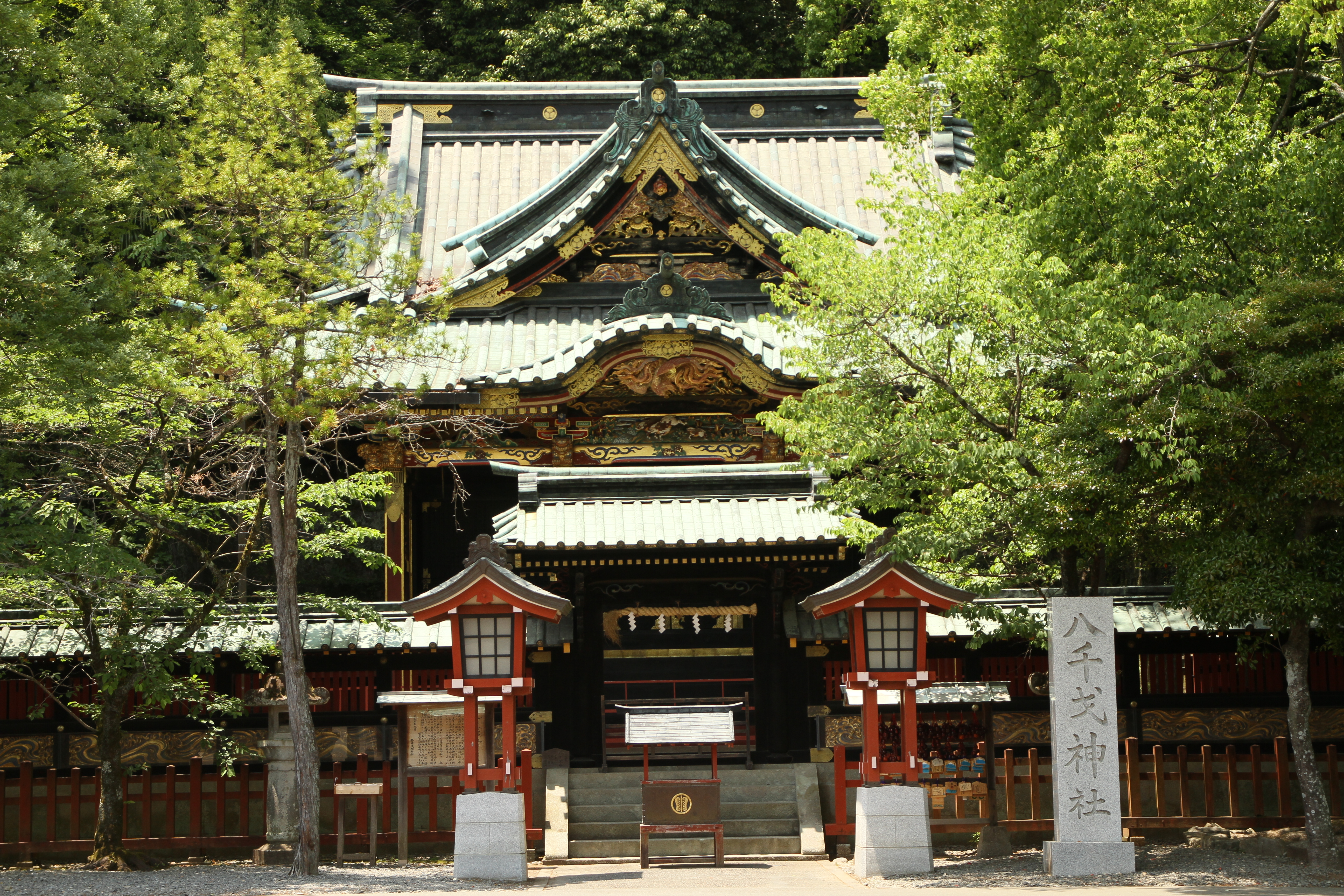
八千戈神社

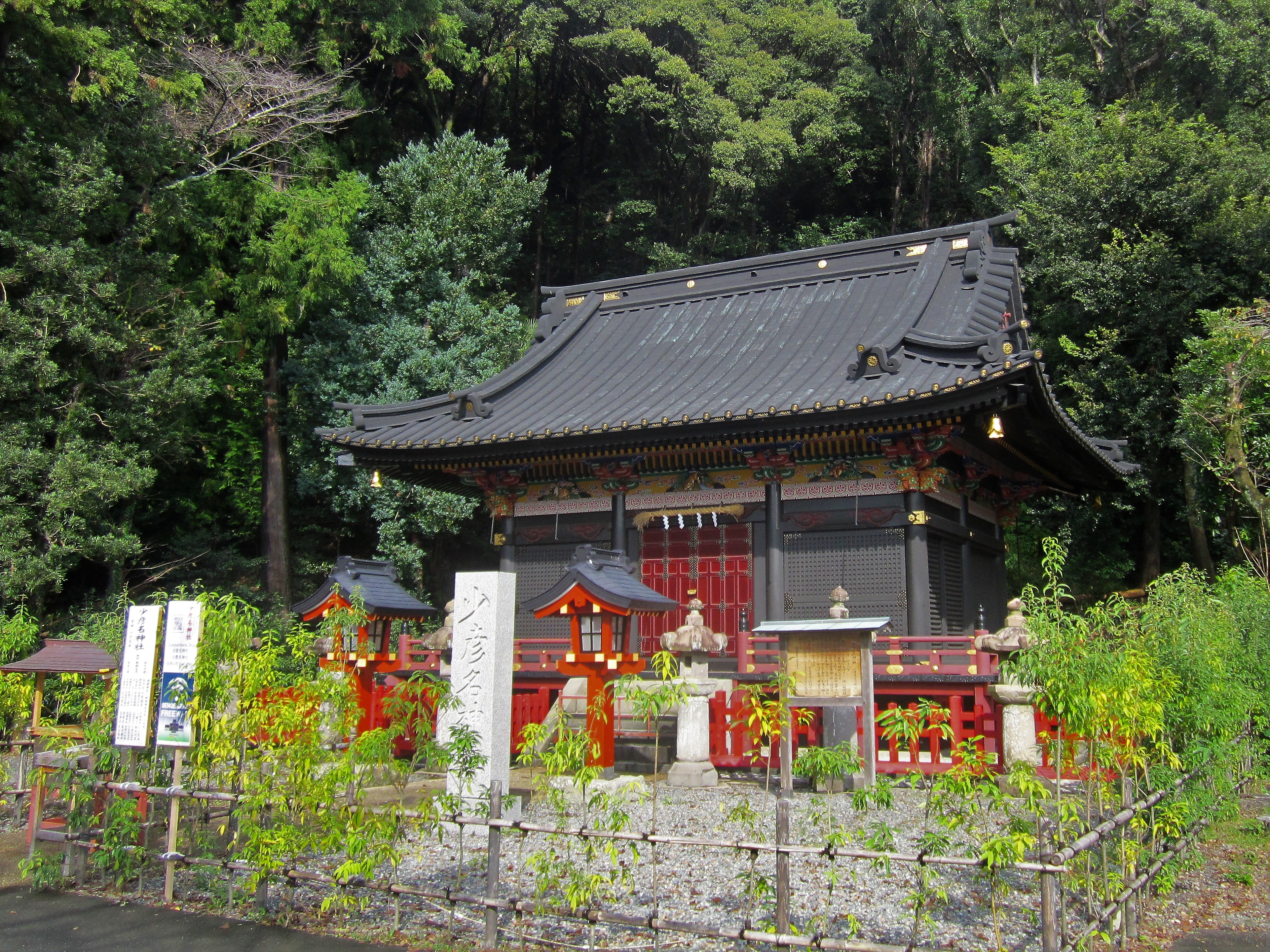
少彦名神社

麓山神社（はやまじんじゃ）
- 祭神：主神に大山祇命、日本武尊を配祀

由緒は不詳ながら古来より賎機山山上に鎮座し、俗に山宮と称する。浅間神社の祭神・木之花咲耶姫命の父神を祀るので、その別宮とされ、従来四本社の一つに列し独立の神社であったが、1879年（明治12年）7月22日郷社に列し、境内社となった。社殿は本殿・拝殿・唐門・透塀を備え、他の三本社と同規模の壮麗な建築で、細部に立川流の彫刻を置き、漆塗り極彩色を施す。

八千戈神社（やちほこじんじゃ）
- 祭神：主神に八千戈命（大国主命）、相殿に1873年（明治6年）以降合祭された18社13柱の神々（浅間神社末社九社・大歳社末社三社・麓山神社末社三社・旧安倍郡城内鎮座稲荷神社・旧安倍郡明屋敷村鎮座国分天神、騎射御霊）

徳川家康の念持仏であった摩利支天像を安置するために造営されたもので、摩利支天社と称し、徳川家をはじめ幕府が殊に崇敬を尽くし、社殿も本社に次いで造営され壮麗なものである。明治初年の神仏分離に際して、八千戈神社となった（摩利支天は、葵区大岩町の臨済寺（今川家菩提寺）に遷された）。1930年（昭和5年）5月29日の昭和天皇親拝の折は、両社修繕中であり当社を仮殿としていたため、当社に参拝した。

少彦名神社（すくなひこなじんじゃ）
- 祭神：主神に少彦名命、相殿に神部神社末社14社

もと神宮寺薬師社と称し、薬師如来・十二神将を安置していた。明治初年の神仏分離に際して、少彦名神社となった（薬師如来・十二神将は、摩利支天（上記）と同様、臨済寺に遷された）。古来医薬の神として薬業関係者や病気平癒を祈る人々の参詣が絶えない。

玉鉾神社（たまほこじんじゃ）
- 祭神：羽倉東麿・岡部真淵・本居宣長・平田篤胤 - 国学の四大人

1876年（明治9年）3月、静岡県内の神職が官許を得て創祀された神社。

## 主な祭事

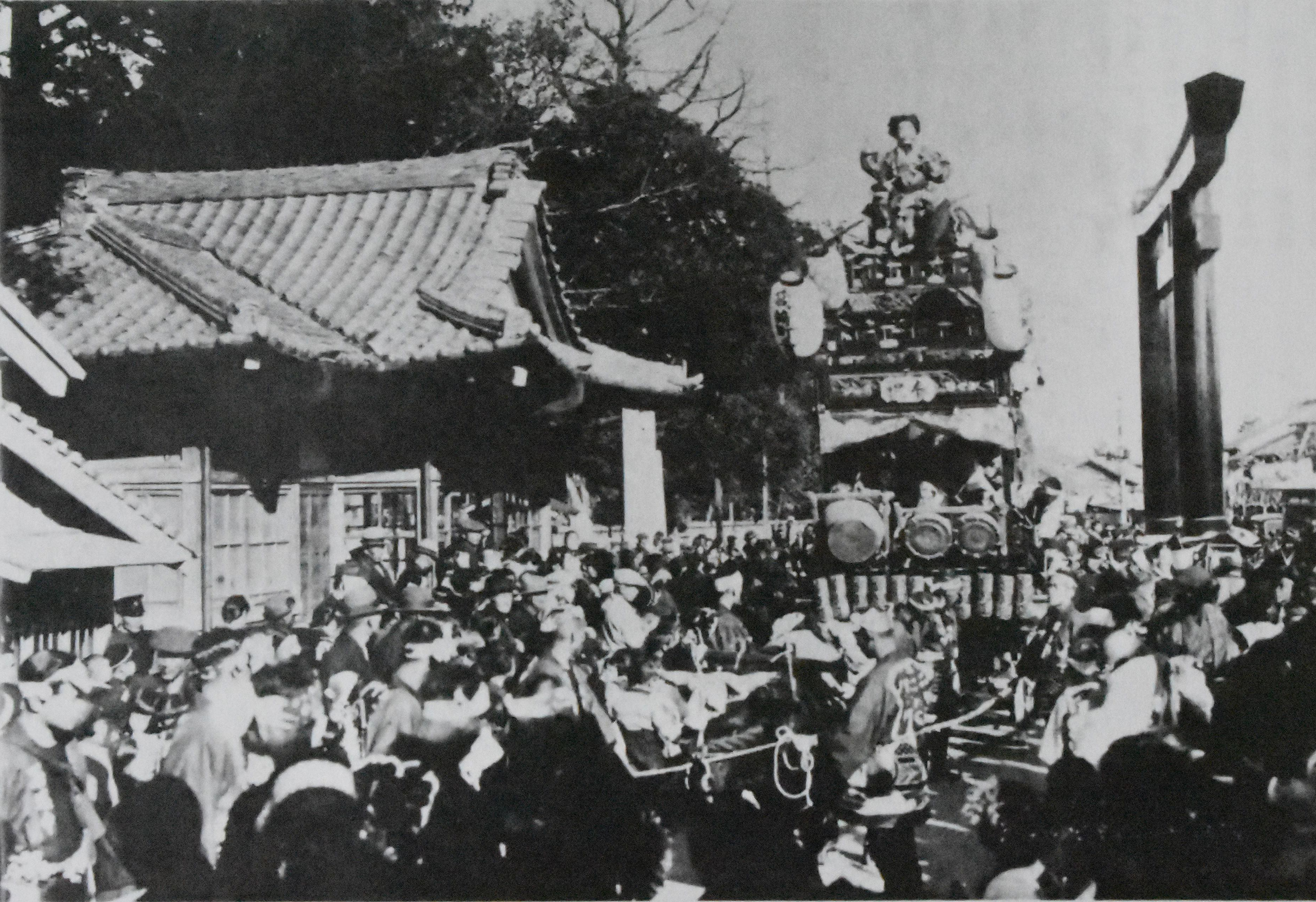
昭和5年（1930年）、赤鳥居前「廿日会祭」

- 2月3日 節分祭・追儺神事（静岡市指定無形民俗文化財）
- 4月5日 廿日会祭例大祭（旧お会式）
  - 正午 古式稚児行列・山車曳き揃え
  - 午後1時 大歳御祖神社例祭
  - 午後2時 神部・浅間神社例祭
  - 午後3時30分 古式稚児舞楽（重要無形民俗文化財）奉納
- 9月24日 大歳御祖神社日待祭宵宮祭
- 9月25日 大歳御祖神社日待祭本祭

## 文化財

### 重要文化財（国指定）
建造物
- 神部神社浅間神社（23棟）
  - 神部神社浅間神社本殿（附：棟札1枚）
  - 神部神社浅間神社中門（2棟）
  - 神部神社浅間神社透塀（3棟）

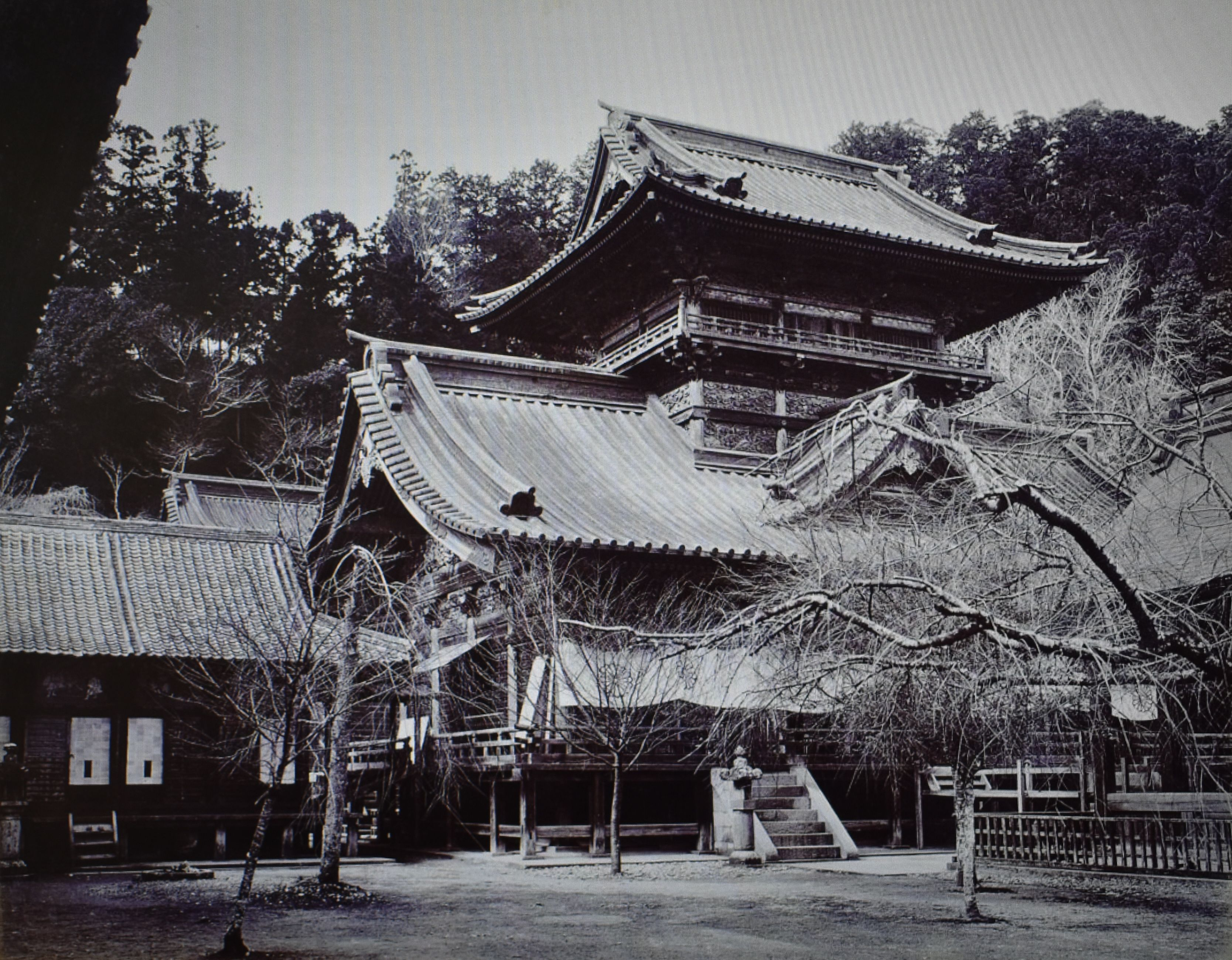
大正期の拝殿

  - 神部神社浅間神社拝殿（附：棟札1枚、絵図2枚）
  - 神部神社浅間神社舞殿（附：棟札2枚、絵図2枚）
  - 神部神社浅間神社楼門（附：棟札1枚、絵図2枚）
  - 神部神社浅間神社回廊（2棟）（附：棟札1枚、絵図1枚）
  - 神部神社浅間神社総門（附：棟札1枚、絵図1枚）
  - 神部神社浅間神社神厩舎（附：棟札1枚）
  - 神部神社浅間神社宝蔵（附：棟札1枚）
  - 境内社麓山神社本殿（附：棟札1枚、絵図2枚）
  - 境内社麓山神社中門
  - 境内社麓山神社透塀
  - 境内社麓山神社拝殿（附：棟札3枚、絵図1枚）
  - 境内社八千戈神社本殿（附：棟札1枚、絵図3枚）
  - 境内社八千戈神社中門
  - 境内社八千戈神社透塀（2棟）
  - 境内社少彦名神社本殿（附：棟札1枚、絵図1枚）

- 以下は「神部神社浅間神社」の附（つけたり）指定
  - 駿府浅間惣社御造営御勘定帳 2冊
  - 棟札 3枚
  - 寛文十年社中絵図 1枚

- 大歳御祖神社（3棟）
  - 大歳御祖神社本殿（附：棟札2枚、絵図1枚）
  - 大歳御祖神社中門
  - 大歳御祖神社透塀

（指定年月日）
- 昭和46年（1971年）6月22日 - 社殿24棟が「神部神社浅間神社大歳御祖神社24棟」として重要文化財に指定。
- 平成11年（1999年）5月13日 - 上記24棟に神厩舎及び宝庫の2棟を追加指定のうえ、「神部神社浅間神社23棟」と「大歳御祖神社3棟」の2件に分割。また、新たに発見された棟札12枚を重要文化財の附（つけたり）として追加指定（舞殿、神厩舎、宝蔵、麓山神社本殿、麓山神社拝殿、八千戈神社本殿、少彦名神社本殿、大歳御祖神社本殿の棟札）。[10]

美術工芸品
- 太刀　銘長船住人長光

小牧・長久手の戦の和睦の印として、秀吉から家康に贈られた太刀で、家康が大御所として駿府在城の折、大歳御祖神社に奉納したと伝えられる。

### 静岡県指定文化財
- 紅糸威腹巻（1999年3月15日指定） - 家康のために今川義元が調進したと伝えられる。（「腹巻」は鎧の一種）
- 家光公奉納御神服調度品類（古神宝類 2000年3月17日指定）
- 三十六歌仙懸額十八面（2001年11月26日指定） - 寛永11年（1634）、狩野探幽33歳の作。家光が浅間神社造営に際して奉納したもので、書は青蓮院尊純法親王の筆。

## 人物・逸話
- 『風姿花伝』によれば、能楽の始祖観阿弥は今川氏の氏神である当社に能を奉納し、この地で死去した。そのため当社の能舞台は観阿弥終焉の舞台としても知られ、境内には26世宗家観世清和が寄進した顕彰碑が建てられている。
- 当社は海外雄飛で有名な山田長政の産土神としても知られ、長政奉納の戦艦図絵馬（写）が残されている。
- 元NHKアナウンサーの山川静夫の父親は、当社の宮司を務めていた。

## 現地情報
所在地
- 静岡市葵区宮ケ崎町102番地の1

交通アクセス
- 静鉄静岡清水線 新静岡駅 （徒歩約21分）
- 東海旅客鉄道（JR東海）東海道新幹線・東海道本線 静岡駅 （徒歩約25分）

## ギャラリー

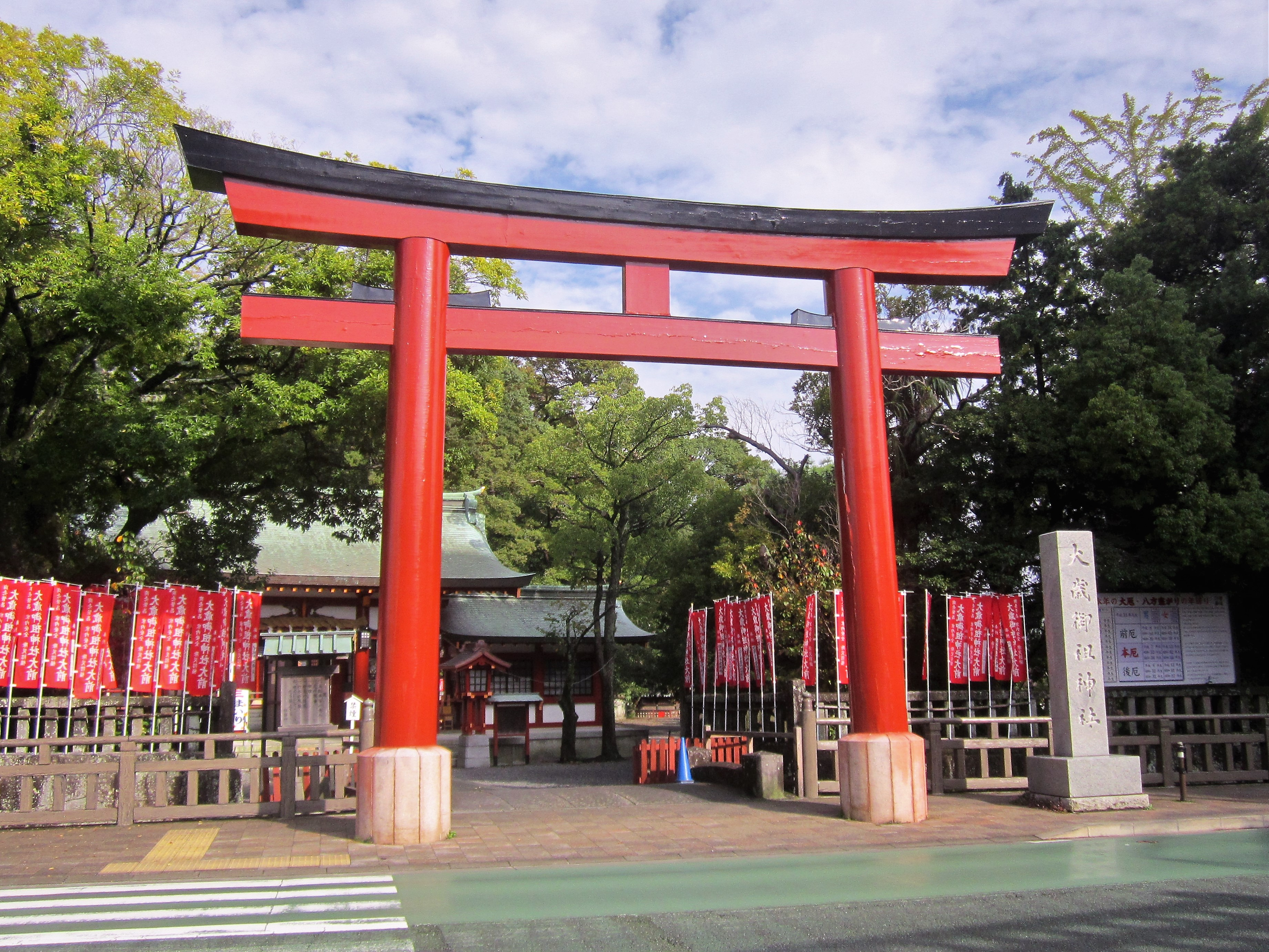
浅間通りの正面の赤鳥居（2019年10月20日撮影）
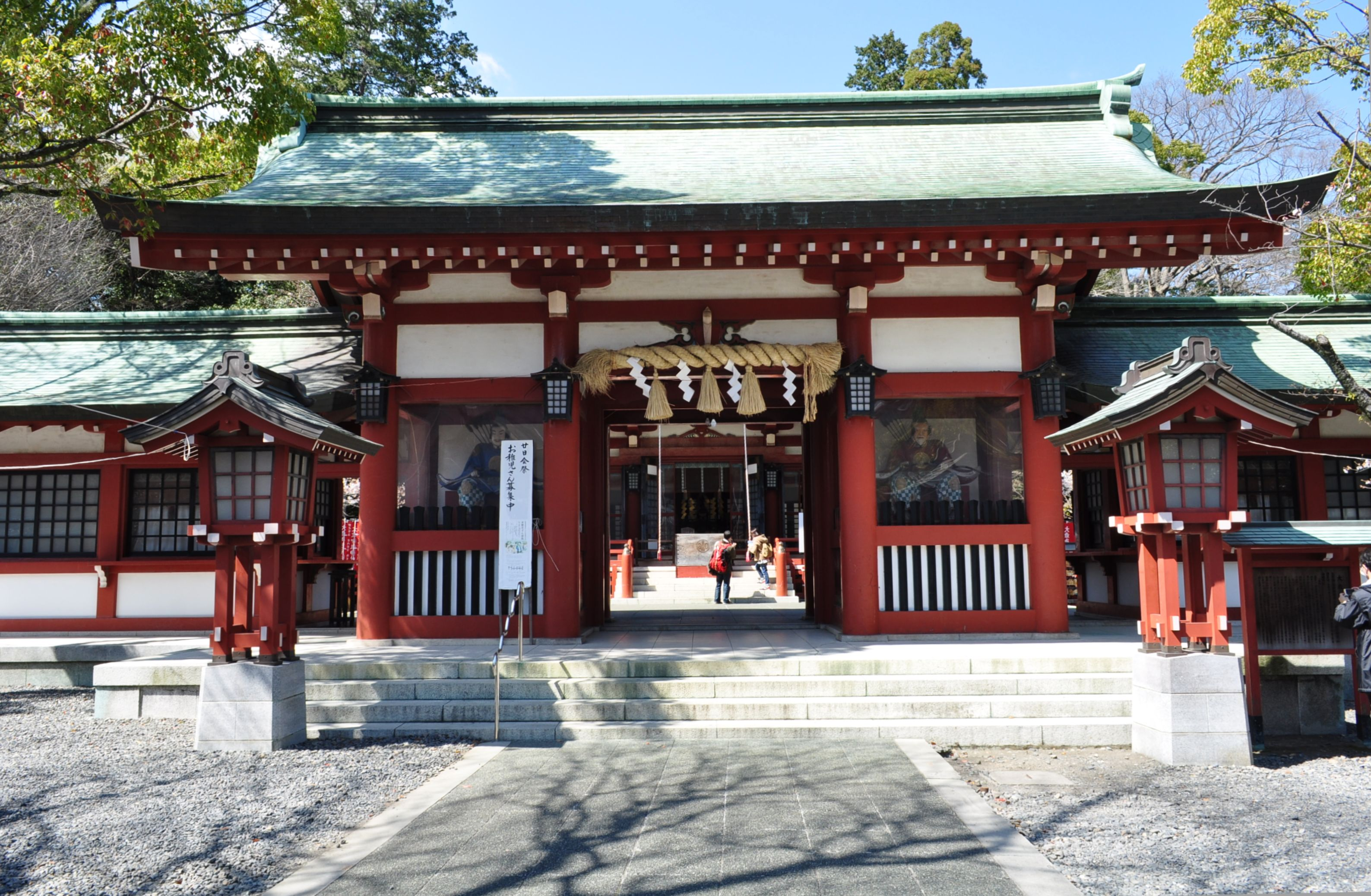
赤鳥居を潜り中門（2015年3月26日撮影）
中門から大歳御祖神社拝殿（2015年3月26日撮影）
文化財資料館前にある池（2015年3月26日撮影）
八千戈神社（重文）（2015年3月26日撮影）
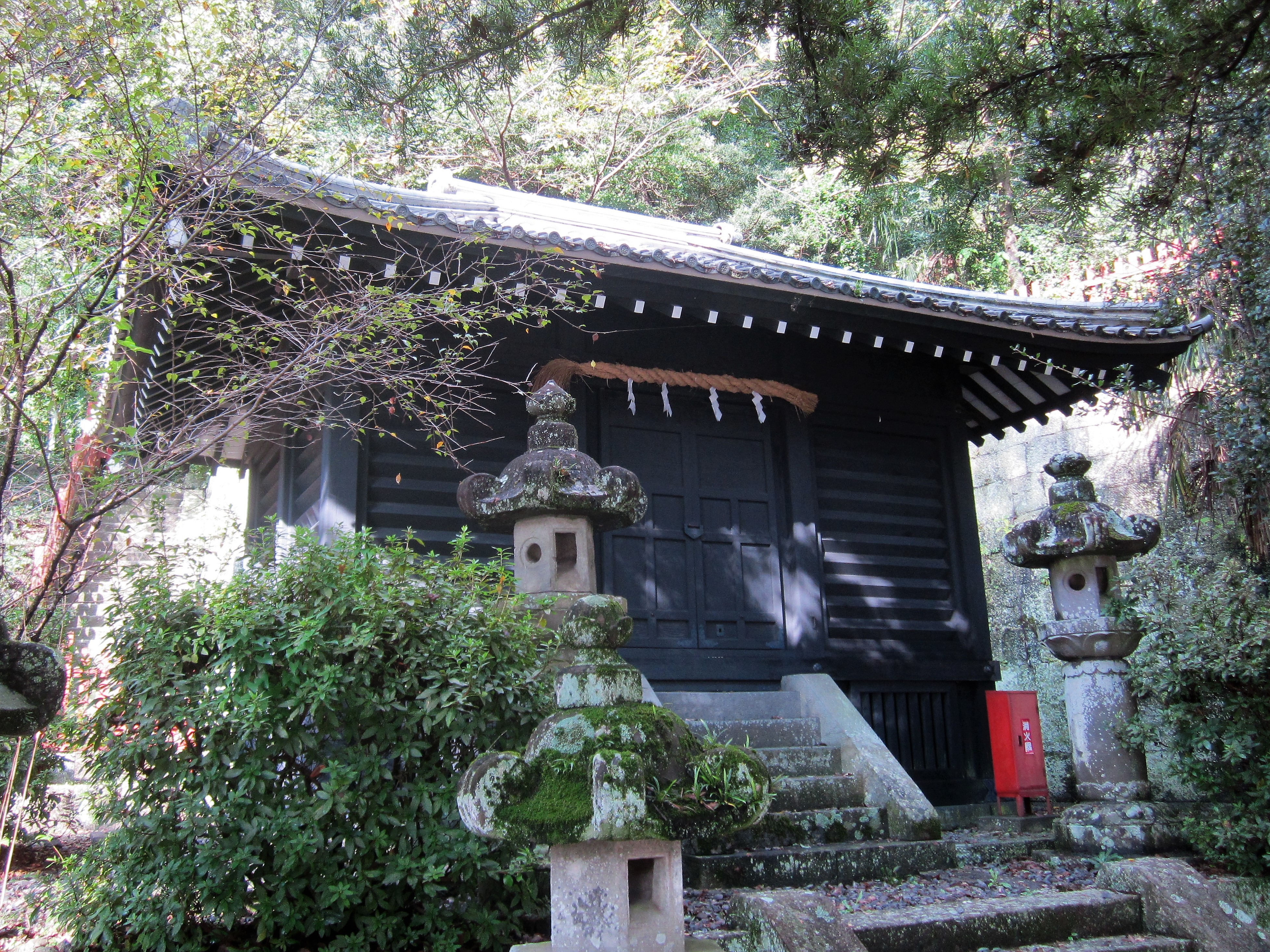
宝蔵（重文）（2019年10月20日撮影）
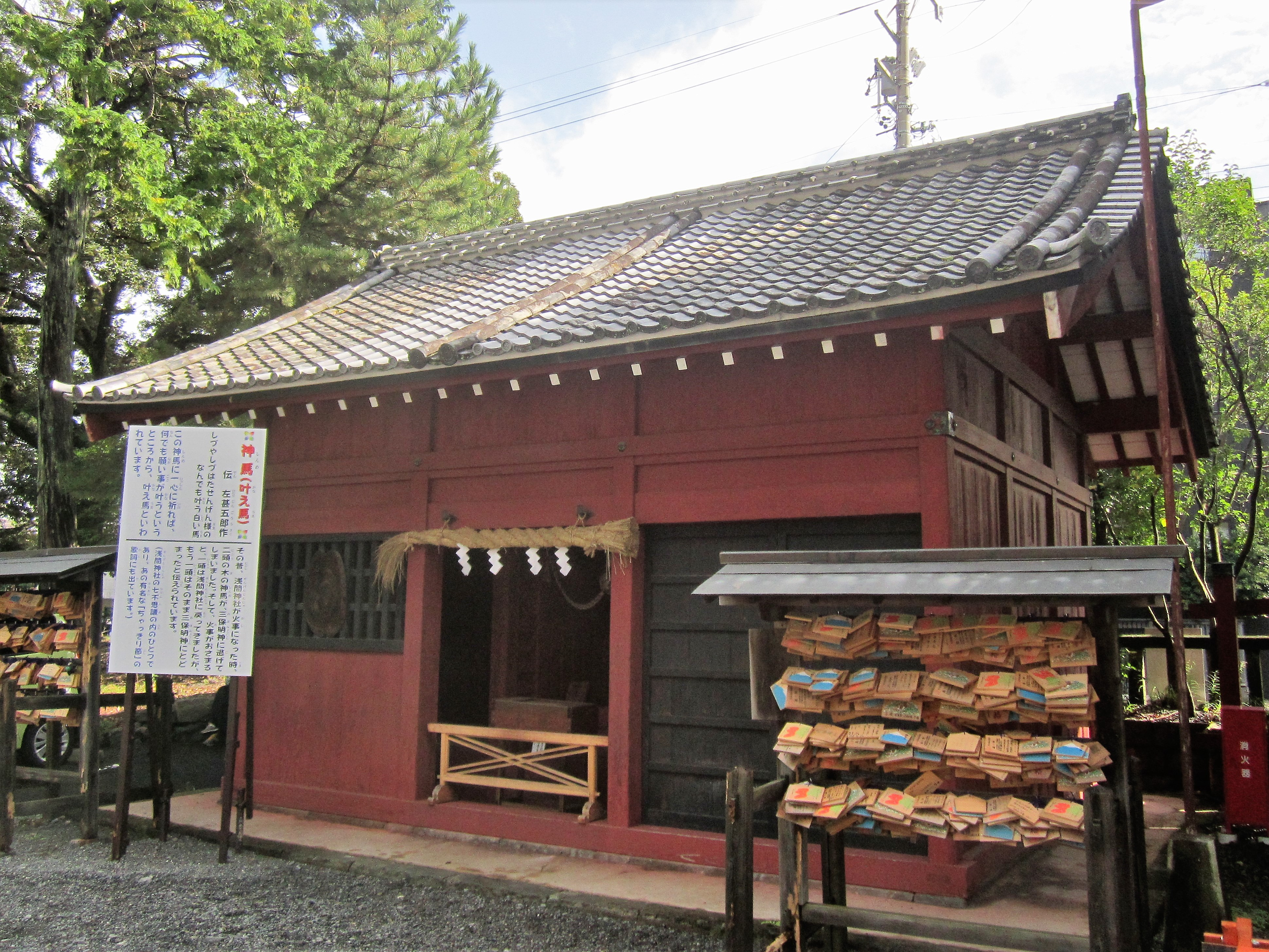
神厩舎（重文）（2019年10月20日撮影）
舞殿（重文）、大拝殿（重文）（2015年3月26日撮影）
舞殿（重文）、大拝殿（重文）（2015年3月26日撮影）
舞殿（重文）（2015年3月26日撮影）
舞殿（重文）、楼門（重文）（2015年3月26日撮影）
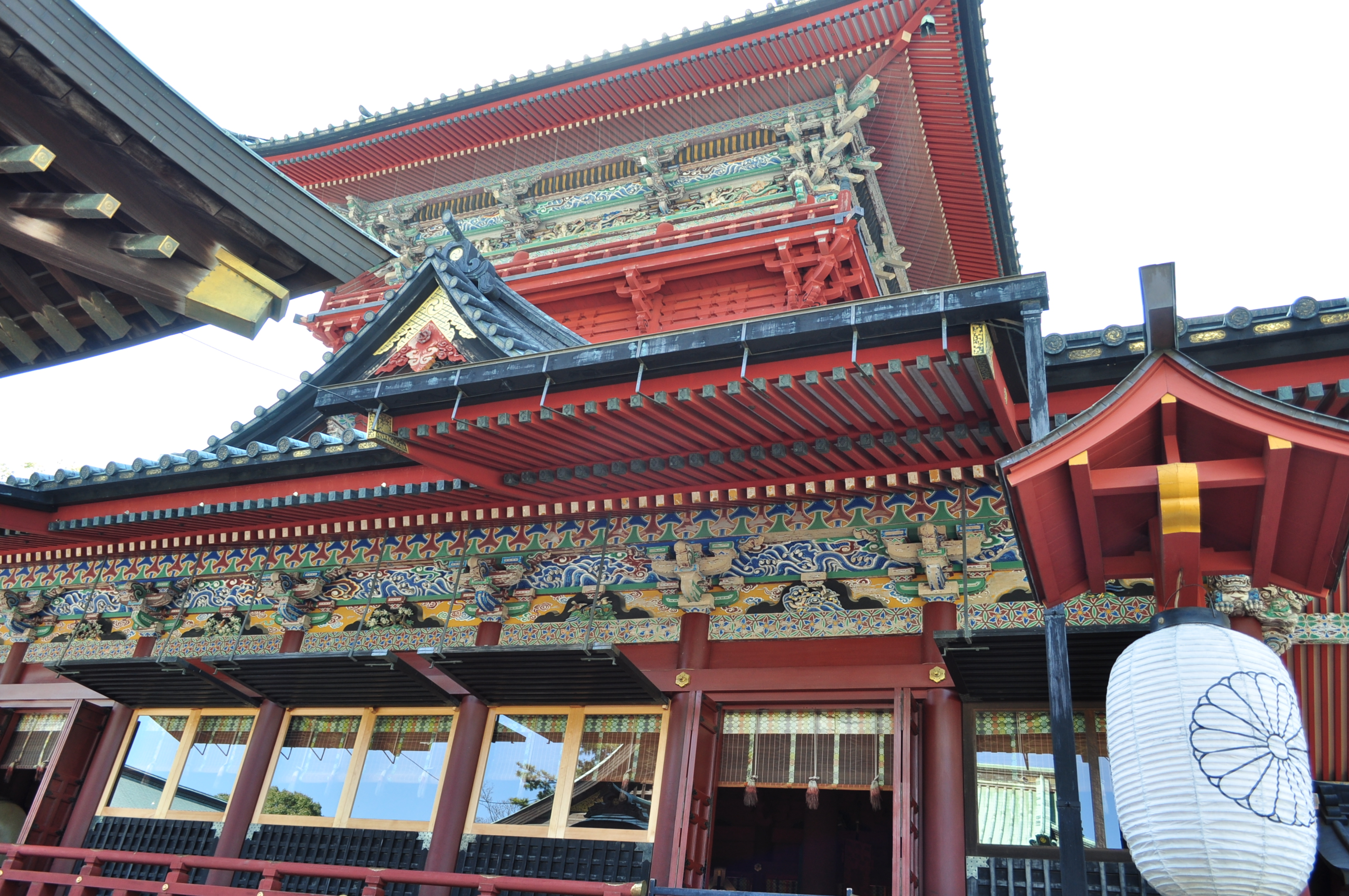
大拝殿（重文）（2015年3月26日撮影）
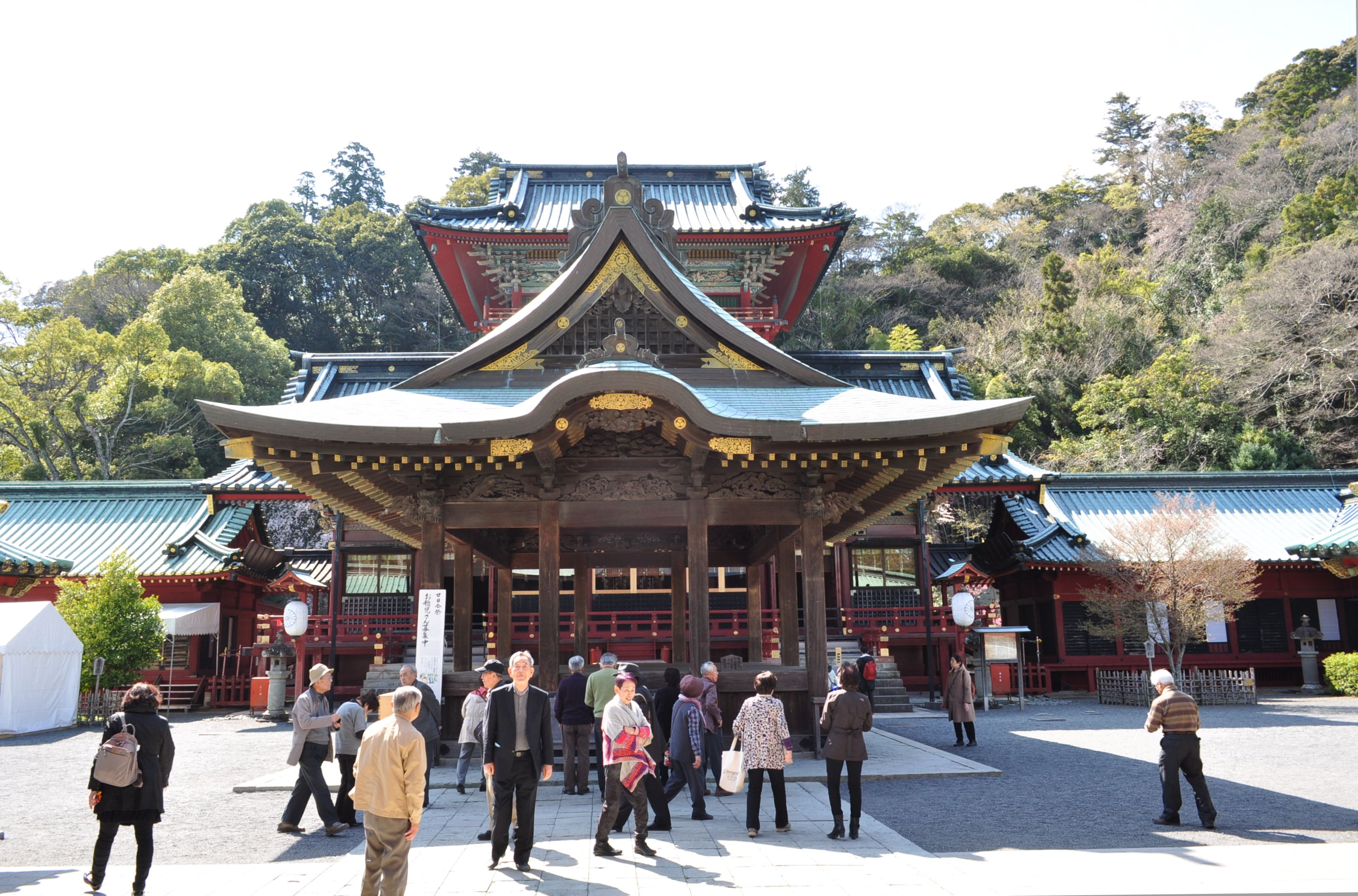
舞殿（重文）、大拝殿（重文）（2015年3月26日撮影）
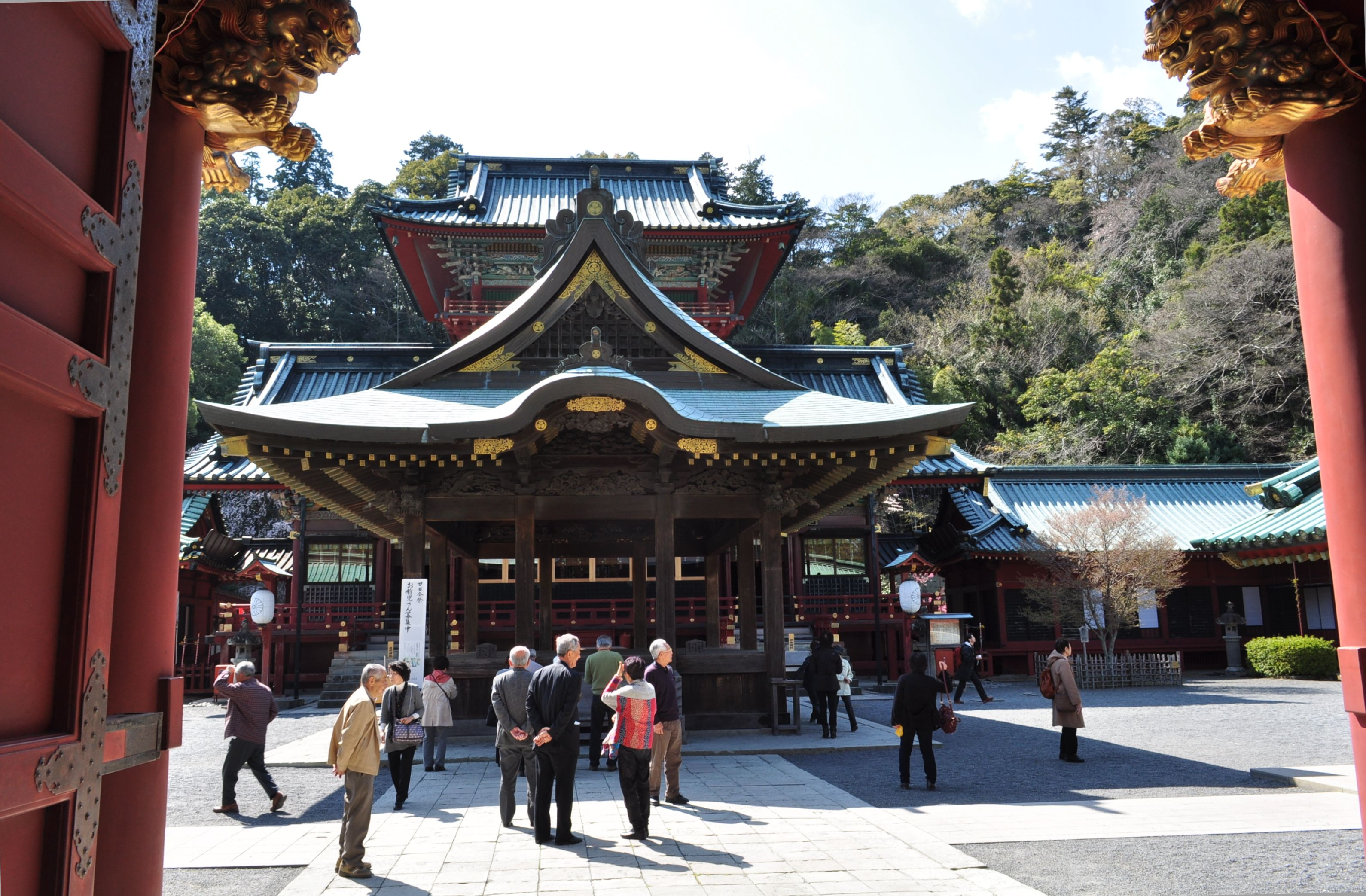
楼門（重文）から大拝殿（重文）（2015年3月26日撮影）
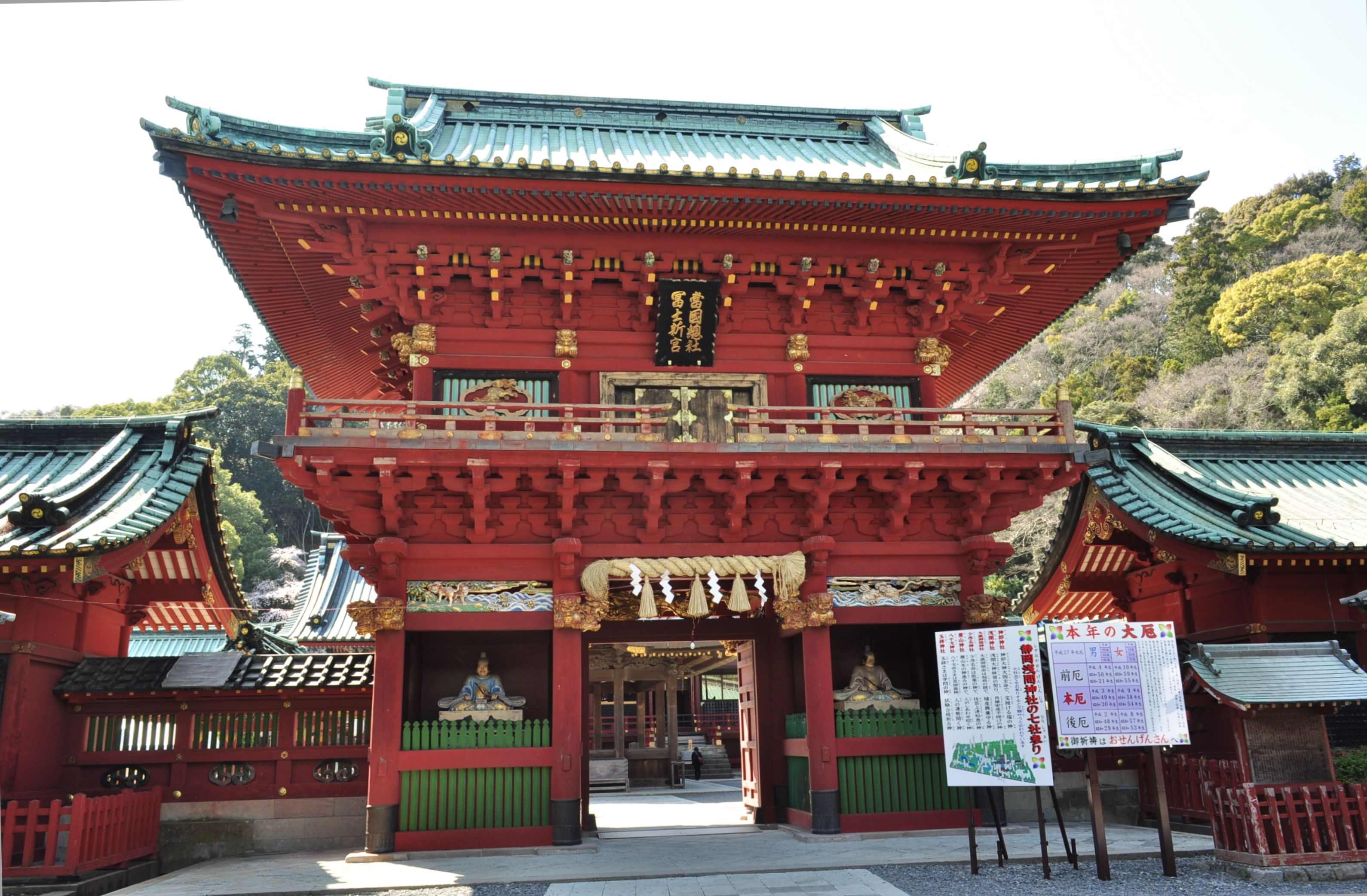
楼門（重文）（2015年3月26日撮影）
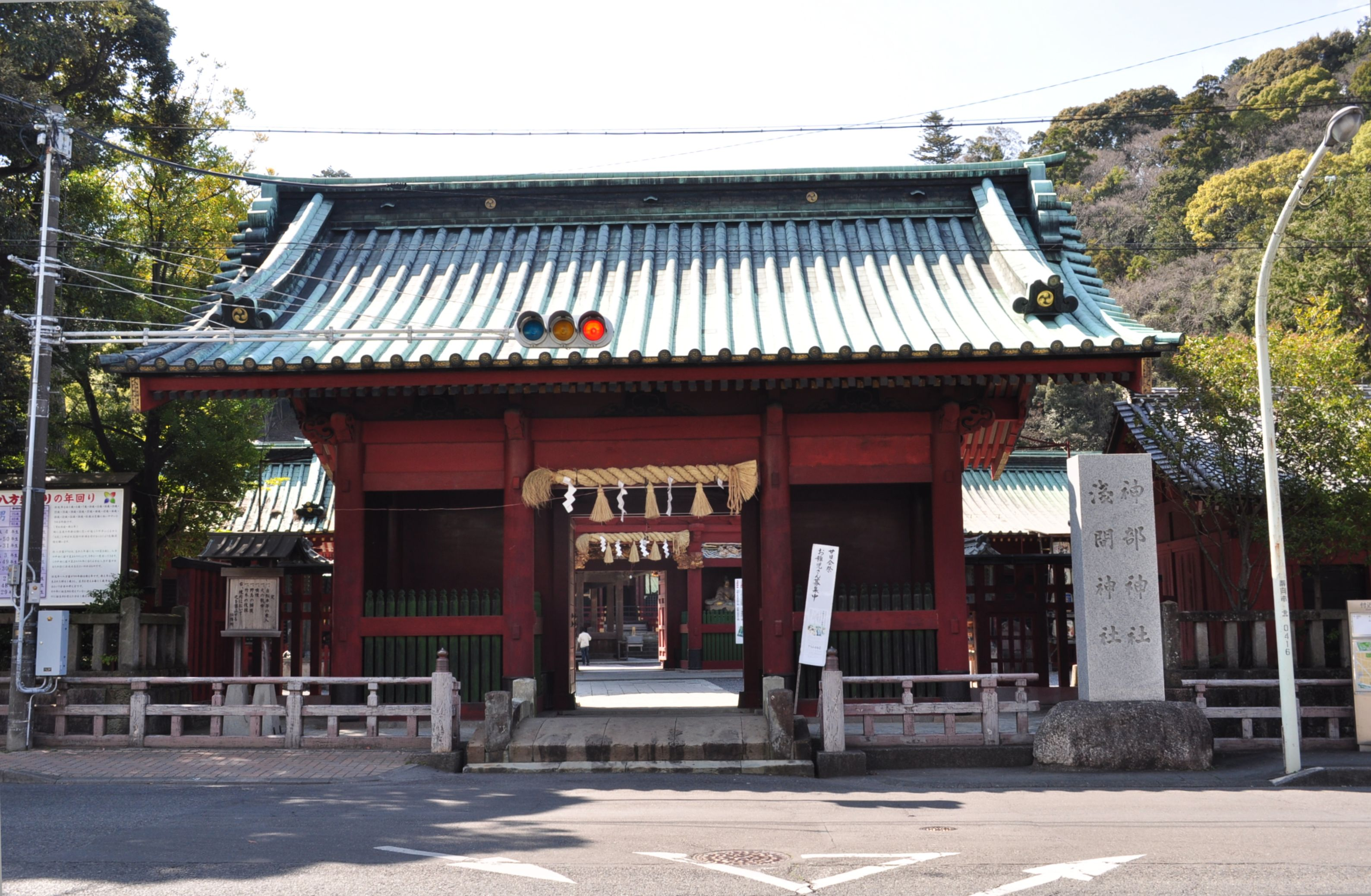
麻機街道から総門（重文）（2015年3月26日撮影）
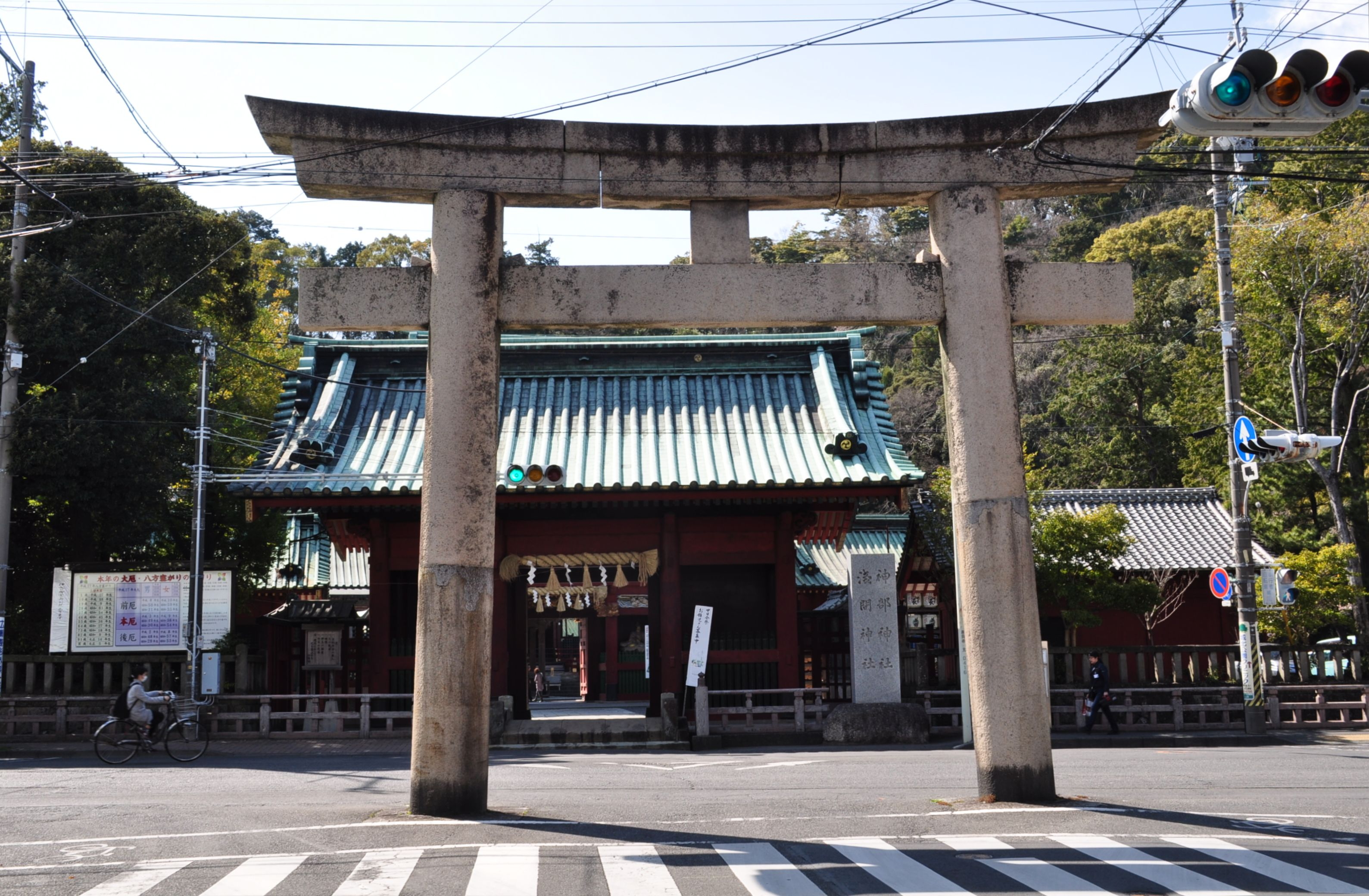
麻機街道の石鳥居（2015年3月26日撮影）

## 関連図書
- 白井永二・土岐昌訓編集『神社辞典』東京堂出版、1979年、164頁